# 1966–1967-es közép-európai kupa
Az 1966–1967-es közép-európai kupa a Közép-európai kupa történetének huszonnyolcadik kiírása volt. A sorozatban a címvédő Fiorentina, valamint Ausztria, Csehszlovákia, Jugoszlávia, Magyarország és Olaszország 3-3 csapata képviseltette magát. A csapatok kupa rendszerben 2 mérkőzésen döntötték el a továbbjutást.
A kupát a Spartak Trnava nyerte el, története során első alkalommal.

## Nyolcaddöntő
| 1. csapat       | Össz. | 2. csapat         | 1. mérk. | 2. mérk. |
| --------------- | ----- | ----------------- | -------- | -------- |
| Lazio           | 4-2   | Crvena zvezda     | 3–0      | 1–2      |
| Cagliari        | 3-4   | FK Sarajevo       | 2–1      | 1–3      |
| Budapest Honvéd | 1-5   | Spartak Trnava    | 1–1      | 0–4      |
| First Vienna    | 5-6   | Fiorentina        | 4–3      | 1–3      |
| Slavia Praha    | 1-4   | Austria Wien      | 1–2      | 0–2      |
| Dinamo Zagreb   | 1-0   | AC Milan          | 1–0      | 0–0      |
| Újpest          | 6-2   | Slovan Bratislava | 5–1      | 1–1      |
| Tatabánya       | 3-1   | Wacker Innsbruck  | 1–0      | 2–1      |

## Negyeddöntő
| 1. csapat     | Össz. | 2. csapat      | 1. mérk. | 2. mérk. |
| ------------- | ----- | -------------- | -------- | -------- |
| Dinamo Zagreb | 3-4   | Austria Wien   | 3–3      | 0–1      |
| Tatabánya     | 1-2   | Fiorentina     | 1–1      | 0–1      |
| Lazio         | 1-2   | Spartak Trnava | 1–1      | 0–1      |
| FK Sarajevo   | 2-7   | Újpest         | 1–2      | 1–5      |

## Elődöntő
| 1. csapat      | Össz. | 2. csapat    | 1. mérk. | 2. mérk. |
| -------------- | ----- | ------------ | -------- | -------- |
| Spartak Trnava | 3-2   | Fiorentina   | 2–0      | 1–2      |
| Újpest         | 5-1   | Austria Wien | 3–0      | 2–1      |

## Döntő
| 1. csapat | Össz. | 2. csapat      | 1. mérk. | 2. mérk. |
| --------- | ----- | -------------- | -------- | -------- |
| Újpest    | 4-5   | Spartak Trnava | 3–2      | 1–3      |

### 1. mérkőzés
| 1967. október 4. |

| Újpest                        | 3–2   | Spartak Trnava     |
| ----------------------------- | ----- | ------------------ |
| Bene 5' Nyírő 42' Fazekas 87' | (2–2) | Kuna 9' Adamec 18' |

| Megyeri úti stadion, Budapest Nézőszám: 20 000 Játékvezető: Aurelio Angonese (olasz) |

| ÚJPEST:      |  |                    |
|              |  |                    |
| GK           |  | Szentmihályi Antal |
| DF           |  | Káposzta Benő      |
| DF           |  | Solymosi Ernő      |
| DF           |  | Sóvári Kálmán      |
| DF           |  | Noskó Ernő         |
| MF           |  | Nyírő István       |
| MF           |  | Zámbó Sándor       |
| FW           |  | Dunai Antal        |
| FW           |  | Bene Ferenc        |
| FW           |  | Göröcs János       |
| FW           |  | Fazekas László     |
| Vezetőedző:  |  |                    |
| Baróti Lajos |  |                    |

| SPARTAK TRNAVA:  |  |                       |
|                  |  |                       |
| GK               |  | František Kozinka     |
| DF               |  | Karol Dobiaš          |
| DF               |  | Stanislav Jarábek     |
| DF               |  | Vladimír Hagara       |
| MF               |  | Emil Brunovský        |
| MF               |  | Jaroslav Kravárik     |
| MF               |  | Anton Hrušecký        |
| FW               |  | Stanislav Martinkovič |
| FW               |  | Ladislav Kuna         |
| FW               |  | Jozef Adamec          |
| FW               |  | Dušan Kabát           |
| Vezetőedző:      |  |                       |
| Anton Malatinský |  |                       |

### 2. mérkőzés
| 1967. november 1. |

| Spartak Trnava                 | 3–1   | Újpest  |
| ------------------------------ | ----- | ------- |
| Švec 20' Kuna 29' Kravárik 56' | (2–1) | Bene 4' |

| Spartak stadion, Nagyszombat Nézőszám: 25 000 Játékvezető: Paul Schiller (osztrák) |

| SPARTAK TRNAVA:  |  |                       |
|                  |  |                       |
| GK               |  | František Kozinka     |
| DF               |  | Karol Dobiaš          |
| DF               |  | Stanislav Jarábek     |
| DF               |  | Ján Zlocha            |
| MF               |  | Jaroslav Kravárik     |
| MF               |  | Anton Hrušecký        |
| FW               |  | Valerián Švec         |
| FW               |  | Stanislav Martinkovič |
| FW               |  | Ladislav Kuna         |
| FW               |  | Jozef Adamec          |
| FW               |  | Dušan Kabát           |
| Vezetőedző:      |  |                       |
| Anton Malatinský |  |                       |

| ÚJPEST:      |  |                    |
|              |  |                    |
| GK           |  | Szentmihályi Antal |
| DF           |  | Káposzta Benő      |
| DF           |  | Solymosi Ernő      |
| DF           |  | Sóvári Kálmán      |
| DF           |  | Noskó Ernő         |
| DF           |  | Dunai Ede          |
| MF           |  | Zámbó Sándor       |
| FW           |  | Dunai Antal        |
| FW           |  | Bene Ferenc        |
| FW           |  | Göröcs János       |
| FW           |  | Fazekas László     |
| Vezetőedző:  |  |                    |
| Baróti Lajos |  |                    |